# Софіївка (Феодосійський район)
Софі́ївка (крим. Sofiyivka) — село Феодосійського району Автономної Республіки Крим. Розташоване на півдні району.